# Olle Åberg
Pour les articles homonymes, voir Åberg.
Olof Viktor « Olle » Åberg  (né le 24 janvier 1925 et mort le 20 décembre 2013) est un athlète suédois, spécialiste des courses de demi-fond.
Le 10 août 1952, à Copenhague, il établit un nouveau record du monde du 1 000 mètres en 2 min 21 s 3, améliorant d'un dixième de seconde le temps du Français Marcel Hansenne.